# Corrent de Madagascar

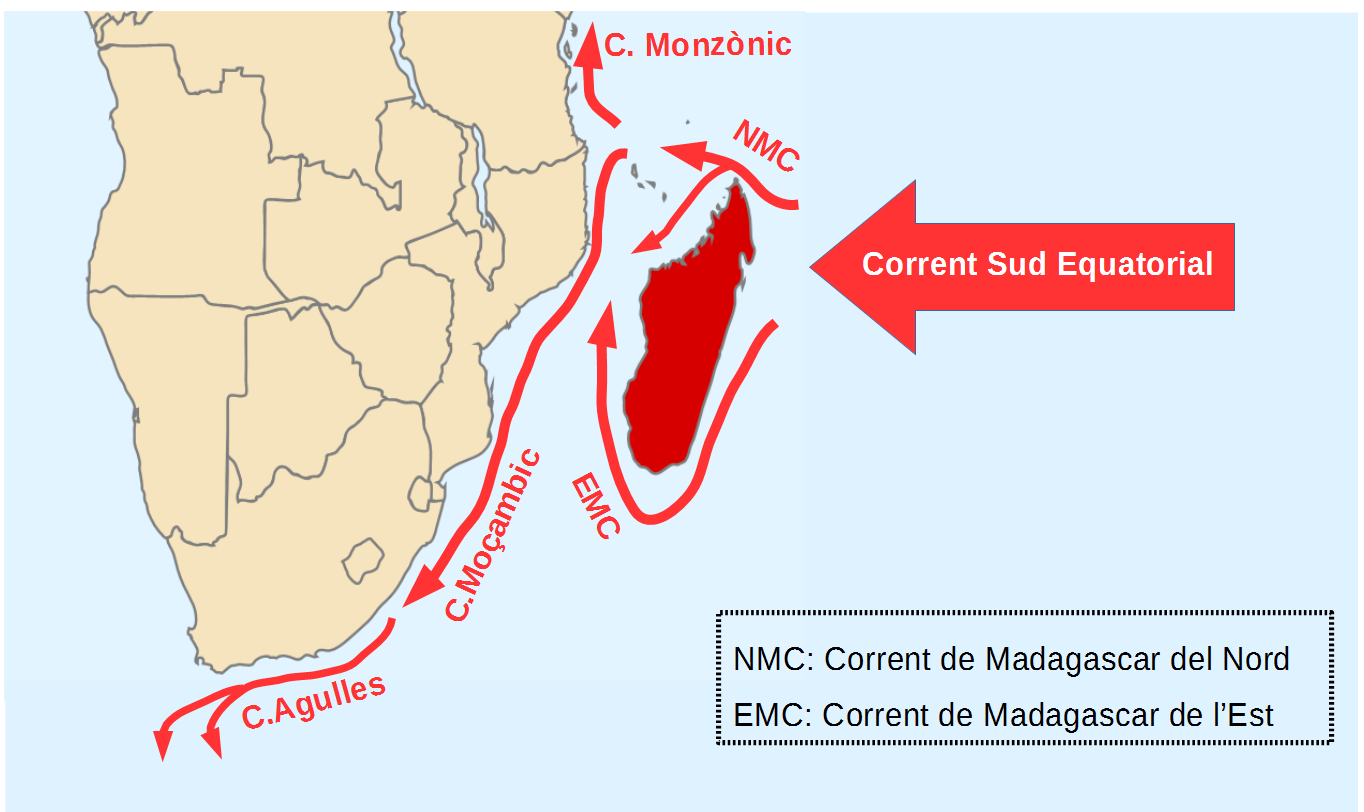
Cinc corrents marins dibuixats al voltant de l'illa de Madagascar. Dos corrents reben el nom de Madagascar, el corrent del Nord (NMC) i el de l'Est (EMC).

El corrent de Madagascar és un corrent oceànic en l'oceà Índic de l'oest.
El corrent de Madagascar és divideix en dos corrents: el corrent de Madagascar del Nord (NMC) i el corrent de Madagascar de l'Est (EMC). Els vents alisis provinents del sud-est oceànic, el corrent Equatorial del Sud (SEC) i l'oceà Índic del sud (SIO) flueixen cap a l'oest quan assoleix la costa est de Madagascar trenquen en els fluxos NMC i EMC. Ambdós corrents redistribueixen massa i calor al llarg del sistema de corrents al llarg de la costa de Madagascar. El corrent de Madagascar del Nord flueix cap al corrent Equatorial del Sud just al nord de l'illa i és dirigit pel canal de Moçambic, això el connecta als corrents del gir equatorial en el corrent Agulhas a prop de la costa de l'Àfrica del més al sud-est.
L'oceà Índic del nord manifesta un gran supergir anticiclònic. El Madagascar septentrional se situa entre aquest supergir i el gir ciclònic en l'oceà Índic del nord. Hi ha remolins que s'originen en el canal de Moçambic i en la regió del sud de Madagascar que pot afectar el ritme de la formació de l'anell del corrent de retroflexió del corrent Agulhas.